# Wolin (město)
Wolin (česky Volyň, historicky Volyn, německy Wollin) je město a gmina na stejnojmenném ostrově (česky Volyň, polsky Wolin) v severozápadním Polsku v Západopomořanském vojvodství v okrese Kamień. Přes Wolin prochází silnice S3 (česká hranice – Svinoústí) (E65) a železniční trať Štětín – Svinoústí. V roce 2024 zde žilo 4 617 obyvatel.

## Název
Jméno Wolin, počeštěně Volyň, se objevuje v pramenech v řadě variant, další pak přibývají při ztotožnění s Vinetou a Jómsborgem:
- Wolin, Velin, Vulin, Willin – různé listiny a jiné právní dokumenty
- Iulin – životopisci Otty Bamberského
- Iulinum – Saxo Grammaticus
- Jumne – Adam Brémský
- Iumneta (Vineta) – Helmold z Bosau
- Jómsborg – Sága o Jómských Vikinzích a jiné severské prameny
- Jomne – Historia Norwegiæ[3]

## Historie
Původní Wolin byl centrem pomořanského kmene Volyňanů a pravděpodobně byl totožný s Vinetou a Jómsborgem, významným obchodním střediskem objevujícím se v latinských a severských pramenech. S Wolinem byl spojen Wichmann Mladší, bratr markrabětě Hermanna Billunga, který se spojil s Volyňany proti Polákům a u tohoto města roku 967 padl v boji proti polskému Měškovi I. a českému Boleslavovi I. Ve 12. století Wolin ekonomicky upadal a trpěl dánskými nájezdy, což vedlo k přeložení biskupství do Grobe. Na konci 12. století pak bylo Dány město zcela zničeno a současný Wolin vznikl až poté.

### Christianizace
Ve městě před přijetím křesťanství byl ctěn bůh Trihlav a také posvátné kopí zasazené do mohutného sloupu. V roce 1124 do Wolinu dorazil biskup Otto Bamberský, ale po neúspěchu své misie se vypravil do Štětína a tamější úspěch přesvědčil i Volyňany. Místní svatyně a modly byly biskupem zničeny, pohanskými kněžími však byla zachráněna a uschována zlatá Trihlavova socha a sedlo. Poté zde nechal vystavět dva kostely, jeden zasvěcený svatému Vojtěchu a svatému Václavu, druhý svatému Petru. V roce 1128 se biskup opět vydal do Wolinu, kde se lidé navrátili k pohanství a během slavnosti na počest posvátného kopí bylo podle legendy město zničeno ohněm padajícím z nebe, ušetřen byl jen kostel svatého Vojtěcha, přestože byl vystavěn z dřevěných desek a proutí.. Poté přestoupil Wolin natrvalo ke křesťanství.

#### Wolinské kopí
Ve Wolinu bylo ctěno kopí zasazené do mohutného sloupu, stejně jako město samotné spojované životopisci Otty Bamberského s Juliem Caesarem. Biskup se jej měl pokoušet koupit, ale byl odmítnut poukazem na božskou podstatu kopí zaručující ochranu a vítězství.
Vztah kopí zasazeného do mohutného sloupu k slovanskému náboženství je nejasný a tak byla formulována řada hypotéz:
- Lubor Niederle jej vykládal jako přejímku germánského julblocku „vánočního polene“[8]
- Aleksander Brückner pokládal kopí za symbol Velese
- Henryk Łowmiański jej chápal jako ochranný amulet města
- Piero Meriggi spojoval kopí s Jarovítem

Jiří Dynda spojuje wolinské kopí s Trihlavem s poukazem na motiv „kovu ve dřevě“ – který se objevuje i v příběhu o uschované soše tohoto boha. Sloup může také znamenat axis mundi, která je též spojována s Trihlavem. Zajímavou analogií ke sloupu s kopím jsou také severské sloupy s obrazy božstev stojící u královského stolce či značící zábor kolonizovaného území a do nichž byly zaráženy „hřeby moci“ či „hřeby bohů“.

### Archeologie
Archeologický výzkum odhalil na území starého Wolinu svatyně peryňského typu z přelomu 7. a 8. století a dvojdílný pohanský chrám o rozměrech 5x7 metrů z 9. století, přestavěný v roce 965/966. Uvnitř templu se nacházel pravoúhlý podstavec pro sochu, podle nálezu dřevěné nohy dosahující dvou až tří metrů. Kolem chrámu stála dřevěná ohrada, v jejímž rohu se pravděpodobně nacházela stáj pro posvátného koně, napovídá tomu zachovalá vrstva koňského hnoje. Dále zde byly nalezeny zbytky západoevropského koberce z konce 10. století, nejspíše sloužícího jako výzdoba chrámu, zbytky loučí a kostí obětovaných zvířat, především beránků a selat, a různé kultovní předměty jako dřevěné idoly, dřevěná figurka osedlaného koně, závěsná kování, vrbové věnečky a váček z kůry.